# Solidaritat mecànica i solidaritat orgànica
En el camp de la sociologia, els termes Solidaritat mecànica i solidaritat orgànica fan referència al concepte de solidaritat estudiat per Émile Durkheim. Es fan servir per a diferenciar entre el que s'anomenen societat mecànica i societat orgànica.
Segons la teoria de Durkheim, aquests dos tipus de solidaritat social tenen el seu correlat en dos formes diferents de societat. Durkheim va utilitzar per primer cop els termes "mecànic" i "orgànic" com a part de la seva teoria a l'obra La divisió del treball en la societat (1893).

## Solidaritat mecànica
En una societat que mostra solidaritat mecànica, la seva cohesió i integració prové de l'homogeneïtat entre els individus que la conformen. És a dir, prové dels llaços percebuts en la similitud del treball, la preparació laboral, educativa, religiosa i en el tipus de vida que duen. La solidaritat mecànica normalment es dona en societats "tradicionals" i que operen a petita escala. En societats simples (com per exemple les tribus), la solidaritat generalment es basa en el parentesc i les xarxes de familiars.

## Solidaritat orgànica
La solidaritat orgànica, en canvi, prové de la interdependència que sorgeix de l'especialització o divisió del treball i les relacions de complimentarietat entre persones que s'hi estableix. Aquest tipus de llaç sol existir en societats "modernes" i "industriales. Una definició podria ser la de cohesió social basada en la dependència que els individus tenen l'un respecte a l'altre en societats més avançades. Tot i que els individus hi realitzen diferents tasques i sovint tenen valors i interessos diferents, l'ordre i la mateixa solidaritat de la societat depèn de la dependència en els altres fins i tot per dur a terme les seves tasques específiques. El mot "orgànic" aquí fa referència a la idea de la interdependència entre components. Per exemple, els grangers produeixen el menjar per alimentar els obrers industrials que al seu torn fabriquen els tractors que permeten el granger de produir aquest menjar.

## Característiques comparades
Tots dos tipus de solidaritat es poden distingir segons les seves característiques morfològiques i demogràfiques, els tipus de normes que hi existeixen i la intensitat i contingut de la consciència col·lectiva.
| Característica                                         | Solidaritat mecànica | Solidaritat orgànica |
| ------------------------------------------------------ | --- | --- |
| Base morfològica (estructural)                         | Basada en semblances (predominant en societats menys avançades) De tipus segmentat (primer basades en clans, després territorial) Poca interdependència (lligams socials relativament febles) Relativament baix volum de població. Relativament baixa densitat material i moral. | Basada en la divisió del treball (predominant en societats més avançades) De tipus organitzat (fusió de mercats i creixement de ciutats) Alta interdependència (lligams socials relativament forts) Relatiu alt volum de població. Densitat material i moral relativament alta. |
| Tipus de normes (tipificades per llei)                 | Regles amb sancions repressives. Prevalència de la llei penal. | Regles amb sancions restitutives. Prevalència de la llei cooperativa (llei civil, comercial, processual, administrativa i constitucional) |
| Característiques formals de la consciència col·lectiva | Alt volum. Alta intensitat. Alta determinació. Autoritat col·lectiva absoluta. | Baix volum. Baixa intensitat. Baixa determinació. Més possibilitat d'iniciativa i reflexió individuals. |
| Contingut de la consciència col·lectiva                | Altament religiós Transcendental (superior als interessos humans, més enllà de discussió) Caracteritzat per donar valor suprem a la societat i els seus interessos com a totalitat. Concret i específic.                                                                         | Tendència a la secularitat. Centrada en allò humà (tracta els interessos humans i està oberta a la discussió) Caracteritzat per atorgar valor suprem a la dignitat individual, la igualtat d'oportunitats, ètica del treball i justícia social. Abstracte i general.            |